# Karukeromus delamarei
Karukeromus delamarei är en mångfotingart som beskrevs av Jean-Paul Mauriès 1980. Karukeromus delamarei ingår i släktet Karukeromus och familjen fingerdubbelfotingar. Inga underarter finns listade i Catalogue of Life.